# Ettersdorf (Wiesent)
Ettersdorf ist ein Dorf und Ortsteil der Gemeinde Wiesent im Oberpfälzer Landkreis Regensburg in Ostbayern.

## Geografie und Verkehrsanbindung
Der Ort liegt nordwestlich des Kernortes Wiesent. Östlich verläuft die Kreisstraße R 42 und südlich die Staatsstraße St 2125. Die nächstgelegene Stadt ist Wörth an der Donau, etwa vier Kilometer östlich entfernt.

## Geschichte
Die Geschichte des Ortes ist eng mit dem erstmals 1309 urkundlich erwähnten und zur Herrschaft Heilsberg gehörenden Hof mit Landbesitz verbunden. Die Hofmark Ettersdorf hatte die niedere Gerichtsbarkeit.

## Schlossgut Ettersdorf
„Am 21. Dezember 1309 verkaufte Ulrich der Truchseß von Heilsperch mit Bewilligung seines Bruders Heinrich, des Truchsessen von Ekmuel und seines Sohnes Ulrich an Hof seinen Hof zu Oettersdorf an die Äbtissin Elsbert von Pülenhofen“, so der Wortlaut der ersten urkundlichen Erwähnung. Bis zum Besitzübergang im Jahr 1812 an die Fürsten von Thurn und Taxis war das Schlossgut im Besitz der Herrschaft von Heilsberg-Wiesent. Seit 1992 ist es in Privatbesitz.
Das ehemalige Jagdschloss Ettersdorf wurde von Freiherr von Lemmen am 14. Oktober 1812 an die Thurn und Taxis verkauft. Das Schloss war ein fast quadratischer, zweigeschossiger Bau mit Belvedere über einem abgestumpften Pyramidendach aus dem 18. Jahrhundert. Im ersten Stock befand sich die Unterkunft des Fürsten bei seinen Aufenthalten anlässlich der Jagd im fürstlichen Thiergarten, der sich in der Nähe befindet, und der ebenfalls 1812 von Fürst Karl Alexander von Thurn und Taxis gekauft wurde. 1897 brannte ein quer zu den Wirtschaftsgebäuden stehender Stadel nieder, im Oktober 1951 fiel das im Mittelpunkt stehende Jagdschloss einem Feuer zum Opfer. Nach dem Brand wurde der Wiederaufbau zwar geplant, jedoch nicht umgesetzt. Heute befindet sich das Grundstück in Privatbesitz; das Wirtschafts- und Stallungsgebäude wurden zu einem Wohnhaus umstrukturiert.
Im Oktober 1796 kam die Ordensschwester Johanna Antida Thouret mit ihrer französischen Gemeinschaft für ein halbes Jahr nach Ettersdorf, wo sie im Schloss lebten. Sie gründete 1799 in Besancon einen Schwesternorden (Solitarier) und wurde am 14. Januar 1934 von Papst Pius XI. heiliggesprochen. Für die Heilige Johanna Antida Thouret wurde durch die Gemeinde Wiesent ein Denkmal errichtet.

## Sehenswürdigkeiten
In der Liste der Baudenkmäler in Wiesent ist für Ettersdorf ein Baudenkmal aufgeführt:
- Das aus dem 18. Jahrhundert stammende Wirtschaftsgebäude (Ettersdorf 1) ist ein traufständiger Steildachbau aus Bruchstein und Ziegel.

## Fürstlicher Thiergarten von Thurn und Taxis
Ettersdorf liegt am Rand des eingezäunten 2800 Hektar großen Fürstlichen Thiergarten, ein Naherholungsgebiet, mit Rehen, Hirschen, Wildschweinen, Luchsen, Bibern, Fischottern, Schwarzstörchen und anderen Tieren. Er wurde 1813 als Jagdwald der Fürsten zu Thurn und Taxis angelegt.
Dort brach am 1. Oktober 1988, beim Jagdschloss Aschenbrennermarter, der bayerische Ministerpräsident Franz Josef Strauß zusammen und starb, wenige Tage später, am 3. Oktober 1988 im Regensburger Krankenhaus der Barmherzigen Brüder.
Nachdem bereits seit 2016 ein mittelständisches Bauunternehmen Interesse am Granitabbau im Fürstlichen Thiergarten bei Ettersdorf bekundet hat, wurde am 9. Oktober 2018 beim Landratsamt Regensburg der förmliche Genehmigungsantrag für die Errichtung und den Betrieb eines Granit-Steinbruchs mit einer mobilen Aufbereitungsanlage für das gewonnene Gestein eingereicht. Es wurde eine Interessengemeinschaft gegen dieses Vorhaben gegründet.